# Puerta de San Miguel (Cardona)
La Puerta de San Miguel o Portal de Capdevila es una de las puertas de acceso que había en la muralla que rodeaba la villa de Cardona de la comarca del Bages en la provincia de Barcelona. Fue construida entre 1370-1380. En 2007 fue declarado Bien Cultural de Interés Nacional: R07.
De las cuatro construidas (Puerta de Graells o Portal de Santa María, Puerta de Barcelona o Portal de Nuestra Señora de la Piedad, Puerta de San Miguel o Portal de Capdevila y Puerta de Flug o Portal de Fortesa o de San Roque) la Puerta de Graells es la única que todavía queda en pie. Asimismo también existían cuatro portales de dimensiones menores —portales o portezuelas— para permitir la comunicación con lugares próximos de la villa. Estos portales menores fueron el Portal de Fontcalda, el Portalet de la Pomalla, el Portalet del Valle y el Portalet de la Feria.

## Historia
El vizconde de Cardona Ramón Folc VI comenzó una amplia reforma a las murallas del castillo y de la villa, construyéndose hacia la segunda mitad del siglo XIV y concluyendo de forma definitiva en 1420. Una vez concluida la villa, los accesos se hacían a través de cuatro puertas mayores situadas según los puntos cardinales. La puerta de San Miguel situada en el oeste, en lo alto de la calle homónima (calle de San Miguel) daba entrada a los caminos reales que llegaban desde Calaf, Torá y Cervera.
Esta puerta contaba a su izquierda con una torre lateral de planta cuadrangular que flanqueaba la portada. La torre y la puerta estaban hechos con sillares regulares y unidos con mortero de cal. La primera referencia escrita que tenemos de esta puerta es del año 1391. Su advocación se debe a la imagen del arcángel que era venerada en la capilla construida a modo de galería, detrás del portal.
La puerta de San Miguel se derribó el verano de 1936, aunque su proceso de degradación había comenzado dos décadas antes con la apertura de la harinera industrial La Concepción (1911-1919). Actualmente solamente queda en pie la torre adyacente al portal. A la extremidad derecha de la muralla todavía se reconoce el inicio del arco de la puerta. Su advocación se debe a la imagen del arcángel que era venerada en la capilla construida a modo de galería, detrás de la puerta. Actualmente solamente queda en pie la torre adyacente al portal. En la extremidad derecha de la muralla todavía se reconoce el inicio del arco de la puerta.